# 캥사남낭군
캥사남낭군은 나콘랏차시마주의 행정 구역이다. 이 지역의 총 인구 수는 2000년 기준으로 37884명이다. 인구 밀도는 353.2km2이다.

## 행정 구역
| 1. | Kaeng Sanam Nang | แก้งสนามนาง |  |
| 2. | Non Samran       | โนนสำราญ   |  |
| 3. | Bueng Phalai     | บึงพะไล     |  |
| 4. | Si Suk           | สีสุก        |  |
| 5. | Bueng Samrong    | บึงสำโรง    |  |